# 추하고 더럽고 미천한
추하고 더럽고 미천한(Brutti, sporchi e cattivi, Ugly, Dirty And Bad)은 이탈리아에서 제작된 에토레 스콜라 감독의 1976년 코미디, 드라마 영화이다. 니노 만프레디 등이 주연으로 출연하였다.

## 출연

### 주연
- 니노 만프레디
- 마리아 루이사 샌텔라

### 조연
- 에토레 가로포로
- 린다 모레티

## 제작진
- 프로듀서: 카를로 폰티
- 미술: 루시아노 리체리
- 미술: 프랑코 벨치